# Ралу Караца
Ралу Караца-Аргиропулос (грч. Ραλλού Καρατζά Αργυροπούλου; рум. Ralu Caragea Arghiropol, Карађа, обично Domnița Ralu, "Lady Ralu"; тур. Ralu Karaca Argiropolis; Истанбул, 1799. године – Тонберг, 16. април 1870) је била фанариотска грчка глумица, позоришни редитељ и драматург, такође запажена као учесник у грчком рату за независност. Била је друга ћерка Јована Караца, кнеза Влашке (владао 1812–1818), а тиме и истакнутог члана породице Караца. Она је такође била супруга Јовановог поузданог дворјана Георгија Аргиропулоса, који је такође постао њен титулар супруг, Великог банства Олтеније 1812–1813. Још као млада била је арбитар моде и промотер вестернизације, као и, наводно, серијска заводница. Године 1816. или 1818. Ралу је убедила свог оца да финансира њене уметничке пројекте и основала је прво дворско позориште у Cișmeaua Roșie у Букурешту. Овај пројекат, који је такође укључивао личности као што су Костаке Аристија и Јордаче Слатинеану, учинио ју је учесником модерног грчког просветитељства, и наводно првим режисером на грчком језику. Њена кључна улога у модерном грчком и румунском позоришту је широко призната, сукобљавајући се са контроверзнијим аспектима њене младости—укључујући одобравање корупције њеног оца и сопствених дела деспотизма, као што је забрана беле боје.
Поданицу Отоманског царства Ралу је освојио грчки национализам, до те мере да је заговарала независност од отоманске власти. Њена активност у позоришту одражавала је њену симпатију за тајно удружење Хетерију. Њено и очево подржавање хетериста нагло је окончано крајем 1818. године, када је претња османске реакције приморала Караце да напусте Влашку. Живели су у иностранству, у Швајцарској у доба рестаурације, а касније у Великом војводству Тоскана. Док је била у егзилу, Ралу се повезала са филохеленима (укључујући Мери Шели) и подржавала прву републику Грчку. Од 1830. године, она и друге Караце су боравиле у новопроглашеној грчкој држави, а потом у њеној наследној краљевини Грчкој, где је принц Јован умро 1844. За Влахе, она је остала одсутна власница земље, у несугласици са својим закупцима, укључујући и све грађане Плоештија.
Водећи културне клубове заједно са својом сестром Роксани Суцос и њеном пријатељицом Аристиом, принцеза Караца је радила грчке преводе Мадам де Ламбер и Џона Гилиса. Она је пратила свог мужа у Краљевину Саксонија, где је умрла у 70. или 71. години. Као књижевни лик, помиње се у делима Панајотиса Сукоса и Николе Филимона. Румунска књижевност је наставила да се фокусира на њен живот као феминистичке претходнице или генерално егзотичне личности, а њену личност истражују у романима Румуни Букура Думбрава, Матеју Карађиале и Петру Манолиу. Епизоде њене биографије такође су фикционализоване 1970-их са дечјом представом Александра Митруа и два филма Динуа Кочеа.

## Биографија

### Младост и букурештанска принцеза
Ралу је рођена 1799. године у Истанбулу, главном граду Отоманског царства, као друга од три ћерке из Јовановог брака са Елени Карацом; она је била из фанариотске банкарске породице, Сканави. Историчар Николае Јорга сматра да су Караце далеког „азијског порекла“ и прати лозу Сканави до Хиоса. Прво дете пара била је ћерка Роксани или Роксандра, рођена 1783. године, која се удала за Михаела Сукоса 1812. док се најмлађа, Смарагда, удала за Спиридона Деметриоса Маврогениса; њена два брата били су Георгиос и Константинос (потоњи је рођен „око 1799”). Преко свог оца, Ралу је била праунука Јована II Маврокордатоса, који је служио као фанариотски принц Молдавије 1740-их. Ова лоза је такође учинила да постане веома далеки потомак молдавског владара из 15. века, Стефана Молдавског. Отприлике у време Ралуиног рођења, Јован Караца се појавио као поуздани дипломата Високе Порте, посећујући Влашку да преговара о нагодби са Хабзбуршком монархијом, чиме је окончан претходни рат, и путујући чак до Пруске краљевине. Ралу је стекла класично образовање, посебно упућена у музику и грчку књижевност. Према историчару књижевности Јоан-Николае Попи, знала је да говори грчки, француски, немачки и отомански турски; Леди Морган Сиднеј, која је упознала Ралу у марту 1819, напротив извештава да су она и њене сестре само савладале грчки.
Караца је први пут служио као Велики Драгоман између 19. октобра и 18. новембра 1808. године, баш када је султан Махмуд II консолидовао власт, враћајући се на другу (и краткотрајну) дужност 1812. Махмуд га је коначно поставио на влашки престо у августу 1812. Нови принц се понашао деспотски у примени правде, а понекад је укључивао и своју ћерку у поступак, стављајући је изнад домаћег бојарства. У фебруару 1813, Француз Огист де Лагард је приметио да је Караца „сломио млат на дворском бојару — једнооком човеку који је био оптужен да је увредио принцезу Ралу“. Млада принцеза се удала за Георгија Аргиропулоса, који је служио њеном оцу у разним дворским канцеларијама. Био је државни кајмакам (регент), између Карацине инвеституре 27. августа 1812. и 22. октобра, датума његовог стварног успона на власт.
Према историчару Полу Черновођану, до маја 1813. Ралу и Георгије су живели у Крајови, а Аргиропулос је служио као Велики бан Олтеније. Ова идентификација је заснована на дневнику који је водио британски хирург Вилијам Витман, који је посетио град и упознао његовог „грчког шефа”, као и његову „веома лепу” и оскудно одевену супругу. Витман описује Бана (или кајмакама) као културног полиглоту, напомињући да је вршио археолошка ископавања око Каракала. Званични влашки записи за децембар 1812. имају Аргиропулоуса као „бившег Великог бана“ (bivvel ban) и Думитрахе Раковича као титуларног кајмакама Олтеније. Дана 13. јануара 1813, Аргиропулос је ставио свој печат Кајмакама, који је садржао симболе свих олтенских округа, на једну од својих резолуција. Наследник, Раду Голеску који није био Грк, преузео је власт тек у јуну те године.
Историчар позоришта Јоан Масоф извештава о гласинама о континуираном сексуалном промискуитету Ралу и напомиње да је родила неколико беба које је потом оставила испред букурештанских цркава, уз одобрење своје породице. У писму из 1822. године, пруски дипломата Лудвиг Кројчели фон Швертберг наводи да је принц Караца „имао дете од сопствене ћерке, које је још увек живо“ (de sa propre fille eut un enfant, qui vit encore); Јорга ту тврдњу види као клевету, која вероватно указује на Ралу. Познато је да је Ралу прикрила систем корупције свог оца, када је у фебруару 1815. купила село Концешти од лојалисте Караце, Јоана Хаги Москуа, у замену за 115 хиљада талира, да би га у августу продала за много мању суму. Принцеза је имала своју пратњу, међу којима је била и бојарица Султана Галашеску. Према популарној легенди (делимично потврђеној од стране научника М. Шопена и Абдолонима Убицинија) Султана је искористила свој утицај на двору да спасе хајдука Јанкуа Ђијануа од смртне казне, коју је већ изрекао принц Јован, тако што је пристала да се уда за њега.
Принцеза је такође била лично укључена у рад вестернизације који је њен отац почео да толерише. Одобравала је локалне Прусе, који су њу и друге на двору упознали са својим пивом и који су летели балоном на врући ваздух из Деалул Спирија у јуну 1818. За разлику од извештаја који датирају њен први допринос позоришту 1812. године (или чак и раније), хеленисткиња Ариадна Камариано-Киоран тврди да је принцеза Караца тек започела свој пројекат 1817. године, на скроман начин — импровизацијом представа у својим приватним одајама, за публику од неколико бојара. Према научнику Валтеру Пухнеру, извештаји се заправо односе на Ралуин рад са „грчком аматерском позорницом на „Аутентичној академији““ (Кнежевска академија у Букурешту, чији је повереник био њен супруг Бан). Та група је почела да поставља адаптације Хомера током 1816, а принцеза је преузела дужност режисера у пролеће-јесен 1817. Организовала је нову трупу, у којој је био Косташ Аристија; прешла је на нову сцену у кнежевском комплексу и имала је репертоар који се састојао од адаптација Еурипида, Лонгоа, Софокла, као и Виторија Алфиерија и Волтера.

### Cișmeaua Roșie
Масоф претпоставља да је Ралу била подстакнута развојем француског позоришта, а посебно Комеди франсез; можда је била упозната и са статусом позоришног живота у Аустријском царству, кроз пријатељске контакте са Фридрихом фон Генцом (лични секретар аустријског канцелара Клеменса фон Метерниха). Изгледа да је принц Јован дао лично охрабрење, јер је био присутан најмање једној представи у којој је наступила његова ћерка, „прерушена у трагичну музу“. Историчар Јанис Сидерис је сматра првом редитељком у историји модерног грчког позоришта; такође је директно допринела грчком преводу драма. Према различитим извештајима, Ралу је такође организовала музичке забаве, које су укључивале оно што је можда било прво извођење Лудвига ван Бетовена у Влашкој (свирано на једином клавиру у Букурешту). Извештај, приказан у нејасним изворима, може се читати као индикација да је Ралу сама свирала Клавирску сонату бр. 23. Ово доводи у сумњу научник Џорџ Д. Флореску, који тврди да Ралу, иако је била „добар музичар”, не би била способна за тако велики подвиг. Претпоставља да је извођач био њен страни гост, чије име је остало незабележено.
Аутономну институцију коју је Ралу коначно успоставила у Cișmeaua Roșie у главној авенији (децембар 1817) Попа описује као „прву професионалну (на грчком) позоришну трупу у румунским земљама“. Камариано-Киоран доводи у питање такве процене, напомињући да је Ралу заправо радила са „Гергер“ трупом која говори немачки из Кнежевине Трансилваније, која је поставила верзију Италијуанка у Алжиру (од Ђоакина Росинија) 8. септембра 1818. У почетку одушевљени, Власи су престали да посећују представе због језичке баријере. Прича о овим раним позоришним годинама остаје у извесној мери мистериозна: „информације из примарних извора и библиографија су контрадикторне“. Примери непоузданих извештаја укључују тврдњу да је Ралу послао Аристију да учи код Франсоа-Жозефа Талме у Париз, за шта, како Пухнер примећује, „не постоје докази“.
Неколико историчара је ставило под сумњу примат Ралу као влашког позоришног продуцента. Анка Хатиган, ослањајући се на ранији текст Масофа, сугерише да је у Букурешту већ функционисало позориште 1783–1784. Константин Гане помиње француско-италијанску трупу која је наступала у Букурешту 1798. године, иако тврди да су већина представа тог периода биле уличне представе. Он закључује да, пре Ралу, „Букурештани нису имали појма шта је позориште“. М. Валса тврди да је Константинос Јатропулос још 1810. године основао грчко позориште у Букурешту; његов исказ оспорава Камариано-Киоран, који верује да је Валса погрешно прочитао документе који се односе на 1820. годину, а самим тим и на активности које су се одвијале после Ралу. Још један изазов Ралуиној тврдњи изнео је њен нећак, Константин Караца, који примећује да је током руске окупације Букурешта у најранијим 1810-им, Михаил Кутузов био покровитељ италијанских и пољских компанија пресељених у Влашку. Попа сугерише да је Ралуине напоре можда подржао влашки бојар Јордаче Слатинеану, који је већ објавио румунске преводе западних драматичара.
Већ 1817. Cișmeaua Roșie је била полигон за тестирање грчког национализма уопште, а посебно друштва Хетерије; иако се уздржао од отвореног култивисања хетериста, принц Јован је дозволио свом сину Константину и нећаку Александру Маврокордату да се придруже њиховим редовима. Историчар културе Елисавет Папалексопулу напомиње да не постоји дефинитиван начин да се докаже да је Ралу икада била иницирана у хетерију, иако је, као и њена сестра Роксани, „функционисала под утицајем друштва, подржавала његове револуционарне циљеве и знала за његово постојање." Према Масофу, Ралу је такође имала конзервативне укусе: она је делимично била одговорна за увођење табуа на белу боју, која је сада била резервисана за кнежевску породицу; Масоф верује да фиксација одражава употребу беле као монархистичке боје у обновљеној Краљевини Француској. Забрану је игнорисала бојарица Тарсита Филипеску, коју је принц Јован јавно понизио због њене непослушности.
Узгајање хетеристичке омладине могло је да траје само неколико месеци: Ралу је на брзину, са целом породицом, напустила Влашку у јесен 1818; ово је било „да би се избегла судбина многих других фанариота који су седели на престолу прекодунавских кнежевина, који су били обешени или им је одсечена глава“. Принчев слуга, Александру Браташану, водио је белешку о тачном датуму када су Ралу и њен муж напустили Букурешт, јер је то било јутро 29. септембра (Нови календар: 11. октобар). Његова белешка сугерише да су принц и његово потомство отишли заједно са осталим дворјанима и члановима породице, укључујући Маврокордатоса, Константина Влахуција и Агу Влангаруа; жена по имену Софица (или Софика) је коришћена као извиђач. Шопен и Убичини наводе да су се бивши Велики бан и његова жена договорили да их принц Караца дочека у Банеаси, пре него што су му се придружили на његовом путовању у аустријску Трансилванију.
Папалекопоулоу напомиње да, због њеног журног бекства из земље, Ралу заправо никада није имала прилику да се појави на бини у Cișmeaua Roșie. Cișmeaua Roșie је наставила да организује позоришне догађаје након њеног одласка: 1819. године основан је позоришни комитет који је увео програм представа на грчком језику. Једна од локалних продукција била је Федра Жана Расина, уз мешавину француског и грчког језика. У њему је глумила Маргиоала Богданеасца, прва етничка румунска позоришна глумица; појавила се заједно са женом једноставно познатом као Елена, чије порекло није забележено. Неколико чланова породице Караца, укључујући познатог Етериста Аристију, могли су да наставе са наступом тамо. Француски посетилац, Ф.Г. Лоренсон, приметио је да су до краја 1820. године, иначе „нестални“ бојари стекли необично стабилан укус за позоришне представе. Италијанска трупа је посетила локацију, али је отерана почетком антифанариотског устанка 1821. Локација Cișmeaua Roșie је коначно уништена у пожару током 1825. и почетком 1826. У међувремену, Ралуино ангажовање у музичком животу наставила је њена нећака и ученица певачица, Есмералда Аргиропулос-Гика.

### Рат за независност и каснији живот
Након што су прошли кроз Трансилванију, Краљевину Мађарску и коначно ужу Аустрију, Караци су, „у пратњи позамашне клијентеле“, кренули у Женеву, у обновљену Швајцарску Конфедерацију. Током свог дужег боравка овде, посећивали су ботаничара Аугустина Пирамуса де Кандола. Он се присетио 1862. да Ралу и њене сестре, иако су биле са стилом, нису биле у стању да воде разговор (као што је приметио историчар Андреј Пипиди, такве тврдње се могу сматрати сумњивим). Након шестомесечног боравка у Швајцарској, Караци су се преселили у Велико војводство Тоскана, а Ралу је своје време поделила између Пизе и Фиренце. Принц је био под директном заштитом тосканских власти, а цензори су интервенисали да уклоне сваку критику на његов рачун у локалним новинама. У Пизи, Ралу је ушла у политичку преписку са Цани Коутоумас, агентом њеног оца у Паризу. Имала је малу ћерку Елени. Око 1819. наручила је портрет свог оца, који је копирао ранији рад из 1790-их, али са додатом Елени у крилу. Такође 1819. године превела је Avis d'une mère à sa fille госпође де Ламберт, као Παραινεσεις μητρος προς θυγατερα. Познато је да је написала грчки превод Историје античке Грчке од Џона Гилиса.
Породица се укључила у Грчки рат за независност, при чему је бивши принц обезбеђивао средства за националисте и филохелене, посебно слањем редовних поклона борцима. Његов најстарији син Константин је накратко био активан учесник Етолског театра рата. Јованов дом у Пизи је дочекивао присталице грчког циља, укључујући лорда Бајрона и Персија Биша Шелија. До септембра 1822. Ралу је била упозната са овом групом и дописивала се са Мери Шели, шаљући јој саучешће поводом Персијеве смрти (исто тако извештавајући је да је читалаВилијама Годвина). Шели је лик у роману Последњи човек назвала „Аргирополо“, вероватно као омаж својим познаницима из Пизе.
Усред рата, фанариот Панагиотис Сукос, који је упознао и потајно волео Ралу као младић, био је делимично инспирисан њеном причом Ο Οδοιπορος („Луталица“) — коју Пухнер види као један од првих грчких прилога романтичарској књижевности. Принцеза се преселила у нову Хеленску државу 1830, отприлике у исто време када и њен отац. Њен пријатељ Хаги Моску, који је ликвидирао очеве дужнике у Влашкој, позајмио је од ње 1.000 талира, а до 1828. плаћао јој је месечну камату од 50 талира. Такође је наставила да остварује приходе као влашки земљопоседник, добивши од свог брата Константина град Плоешти, као номинални феуд. У писму које је упутила Бојарском дивану 1829. године, она је навела да су јој противљење и саботаже њених закупаца онемогућавале прикупљање прихода са тог подручја.
И Ралоу и њена сестра Роксани су од својих домова направиле „филолошке салоне“, пионирско образовање жена у Грчкој. Почетком 1840-их, када је та земља еволуирала у Краљевину Грчку, принц Јован је помогао пријатељу своје ћерке Аристију да оснује Атинско филодрамско друштво. Јован је умро у Атини 27. децембра 1844.
У својим позним годинама, Ралу и Георгије Аргиропулос преселили су се у Тонберг, близу Лајпцига, у Краљевини Саксонији, остављајући своје имање у Атини да га чувају други Јованови потомци. Ралу је умрла у том граду 16. априла 1870, око две године после принцезе Роксани. Иза ње је остало двоје деце: Елени, која се удала за барона де Руана, и син, грчки дипломата Емануил Агиропоулос.

## Наслеђе
У фусноти историчара културе Александра Дуцуа из 1972. године види се да је принцеза Караца играла улогу у еманципацији жена у Румунији, заједно са Катерином Сукос и Роксаном Самуркаш—иако су, како он додаје, њихови ставови били углавном ограничени на „трансформацију обичаја“ међу бојарима, и уопште игнорисани од стране маса. Током њеног живота, она, и њен отац, су били вређани од стране румунских националиста—укључујући њеног савременог хроничара Јоана Добрескуа, који је прихватио снажну хеленофобију и мрзео Карацу због његовог „дивљачког пљачкања сељаштва“. Добреску је у писаној форми записао своју радост што је био сведок пожара који је прогутао Cișmeaua-у. По његовом мишљењу, принцеза, коју је погрешно идентификовао као "Рару" или "Раро", отерала је бојаре од контемплативног хришћанства. Зграда је, тврдио је Добреску, била capiștea dumnezeilor elinești („храм грчких богова“), и стога је представљала место за обожавање ђавола. Рушевине зграде су још увек биле видљиве 1880-их и означавале су један део улице Фантанеи.
Ралу су славили интелектуални кругови Влашке и пост-Влашке Краљевине Румуније, иако су неки детаљи њеног живота остали нејасни. Пишући 1937. године, Масоф је тврдио да је „лепа грчка дама искупила своје многе грехе“ својом културном делатношћу, на коју он гледа као на пример „креативног снобизма“. Масоф је такође приметио да није знао шта се десило са принцезом након њеног одласка из Букурешта: „Да ли је остарила у Пизи, где се Караца пензионисао, или је умрла млада?“ Ралу је позадински лик у роману Николаја Филимона из 1862, Ciocoii vechi și noi, који је првенствено познат по симпатичном приказу њеног оца. Њено сећање је сачувано у историјској фикцији кроз неколико других дела, укључујући роман Букуре Думбрава на немачком језику из 1903. — који њу и Султану Галашеску приказује као „дивне врсте идеалних жена“. Почетком 1916, феминисткиња Адела Ксенопол из Јашија водила је приватну позоришну компанију познату као Domnița Caragea („Принцеза Караца“, по њој која је „основала и изградила прво позориште у Букурешту“). Приказивало је драме женских аутора, укључујући и саму Ксенопол. Статус принцезе као феминистичке иконе такође је потврдила активисткиња Мариа Ц. Бутуреану, која је укључила профил Караце у своју Femeia. Studiu social („Жена. Друштвена студија“), штампану 1921.
Ралу се користи као заплет у Craii de Curtea-Veche, револуционарном роману Матеиуа Карагиалеа из 1929. године. Романтизовану Ралуину биографију, критиковану због своје неуједначености, написао је и објавио 1939. Петру Манолиу. Владавина Јована Караце је такође приказана у авантуристичко-комичним филмовима Динуа Кочеа, Haiducii lui Șaptecai и Zestrea domniței Ralu (1971.), у којима је Аиме Јакобеску главна женска улога – измишљена Ралу.